# Банево
Банево (пол. Baniewo) — село в Польщі, у гміні Малехово Славенського повіту Західнопоморського воєводства.